# Australobolbus mouldsi
Australobolbus mouldsi är en skalbaggsart som beskrevs av Henry Fuller Howden 1992. Australobolbus mouldsi ingår i släktet Australobolbus och familjen Bolboceratidae. Inga underarter finns listade.